# Josif Brodskij

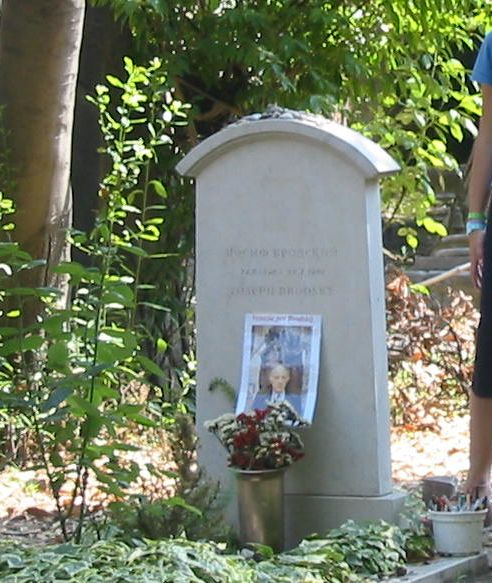
hrob Josifa Brodského

Josif Alexandrovič Brodskij (anglicky Joseph Brodsky, rusky Ио́сиф Алекса́ндрович Бро́дский – Iosif Alexandrovič Brodskij; 24. května 1940, Leningrad – 28. ledna 1996, New York) byl ruský básník, později americký esejista a literární kritik, nositel Nobelovy ceny za literaturu za rok 1987.
Z jeho prací je známá například esej z roku 1989 Vodoznaky – Zrcadlení času. Jde o hold Benátkám, věčnému městu na vodě, městu, které mu tolik připomínalo rodný Petrohrad. Je to manifest autorova pojetí estetických hodnot. Hovoří o prožívání emigrace, literatuře, lásce a umění. Autor žil po vyhoštění ze Sovětského svazu ve Spojených státech a každý rok v zimě se uchyloval do Benátek.

## Život
Josif Alexandrovič Brodskij se narodil v židovské rodině v Leningradě. Jeho otec Alexandr Ivanovič Brodskij (1903–1984) byl fotografem, matka Marija Mojsejevna Volpert (1905–1983) byla tlumočnicí. Brodského teta Dora Mojsejevna Volpert byla herečkou v leningradském divadle. V raném dětství zažil obležení Leningradu, která se později negativně projevila na jeho zdravotním stavu. V patnácti letech zanechal studií a po neúspěšném pokusu o přijetí na námořnickou školu se šel učit frézařem. V šestnácti letech pomýšlel na studium medicíny, měsíc dokonce asistoval na patologii. Místo studia však nadále střídal povolání: pracoval v kotelně, na majáku, či se účastnil pěti geologických expedicí. Zároveň se učil anglicky a polsky – především kvůli překladům svého oblíbeného básníka a přítele Czesława Miłosze. Také se začal hlouběji zajímat o klasickou filosofii, náboženství, mytologii a anglickou a americkou poezii.
Vlastní literární dráze se začal věnovat v druhé polovině 50. let. Jeho ranou tvorbu výrazně ovlivnilo přátelství s básnířkou Annou Achmatovovou. V roce 1964, kdy po nástupu Leonida Brežněva došlo k utužení sovětského režimu, byl Brodskij obviněn z „parazitismu“ a odsouzen na nucené práce. Po protestech prominentních sovětských i zahraničních umělců – např. J. Jevtušenka, D. Šostakoviče a J.-P. Sartra mu byl jeho trest zmírněn. Po vyhnání ze Sovětského svazu 4. června 1972 se usadil v USA, kde o pět let později získal americké občanství. V USA přednášel literaturu na několika univerzitách a věnoval se umělecké a publikační činnosti. Zemřel 28. ledna 1996 ve svém newyorském bytě. Podle svého přání byl pohřben na hřbitově na ostrově San Michele v Benátkách.
| „                             | Rasismus? Ale nejde jen o jinou formu misantropie? | “ |
| — Josif Alexandrovič Brodskij |                                                    |   |

| „                             | Koneckonců je těžké zvládnout stejně dobře život i práci. Jestli jste nuceni jedno z toho předstírat, tak ať je to raději život. | “ |
| — Josif Alexandrovič Brodskij | |   |

| „                  | Píše jako já. | “ |
| — Anna Achmatovová |               |   |

## Česká vydání
- Velká Elegie, přel. Jiří Kovtun, edice Svědectví, Paříž 1968 – výbor z poezie.
- Konec krásné epochy, přel. Václav Daněk, Mladá fronta, Praha 1997 – výbor z poezie.
- Mramor, přel. Marina Castiellová, Divadelní ústav, Praha 1997 – divadelní hra.
- Jeden a půl pokoje, přel. Marina Castiellová a Tomáš Míka, NLN, Praha 1998 – soubor 8 esejů a 2 dramata. Eseje: Míň než jeden, Jeden a půl pokoje, O Dostojevském, O tyranii, Abych potěšil stín, Zármutek a rozum, Projev Na závěr akademického roku, Projev při udělení Nobelovy ceny. Dramata: Demokracie, Mramor.
- Vodoznaky: zrcadlení času, přel. Tomáš Glanc a Jana Kleňhová, Prostor, Praha 2003 – esej věnovaná Benátkám, městu, které autorovi připomínalo rodný Petrohrad. Vyjadřuje zde své pojetí estetických hodnot, hovoří o emigraci, literatuře, lásce a umění.
- Římské elegie, přel. Maita Arnautová, Opus, Česká Skalice 2004 – cyklus básní.
- Solomon Volkov: Rozhovory s Josifem Brodským, přel. Alexandr Jeništa (Camera obscura, Příbram, Svatá Hora 2011)ISBN 978-80-903678-6-9